# استورياس
استورياس هو عمل موسيقي ألفه الملحن الاسباني وعازف البيانو إسحق ألبينيز. عزفت لأول مرة في برشلونة عام 1892 . أصبحت هذة المقطوعة واحدة من أهم الأعمال الإيتار الكلاسيكية.